# Морнинг Сан (Ајова)
Морнинг Сан (енгл. Morning Sun) град је у америчкој савезној држави Ајова. По попису становништва из 2010. у њему је живело 836 становника.

## Демографија
Према попису становништва из 2010. у граду је живело 836 становника, што је -36 (-4.1%) становника више него 2000. године.
| Група             | 2000.       | 2010.       |
| Белци             | 829 (95,1%) | 810 (96,9%) |
| Афроамериканци    | 1 (0,1%)    | 4 (0,5%)    |
| Азијати           | 4 (0,5%)    | 0 (0,0%)    |
| Хиспаноамериканци | 33 (3,8%)   | 13 (1,6%)   |
| Укупно            | 872         | 836         |